# Imperativ in der spanischen Sprache
Der Imperativ in der spanischen Sprache, (modo) imperativo (von lat. [modus] imperativus, zu imperare ‚befehlen‘; dt. Befehlsform) ist ein grammatischer Modus des Verbs. Er wird in erster Linie für Aufforderungen und Befehle, Mahnungen, Vorschriften oder Ratschläge und Einladungen aber auch Erlaubnisse benutzt, der verneinte Imperativ (Prohibitiv) drückt Verbote aus. Der Imperativ dient somit nicht zu Aussagen, sondern zum Ausdruck eines besonderen Sprechakts.

## Die spanischen Modi (Übersicht)
Als unmarkierter Modus gilt der
- Indikativ, modo indicativo. Er erscheint typischerweise in Aussagen über die Wirklichkeit.

Die übrigen Modi sind:
- Subjunktiv, modo subjuntivo Er setzt den ausgesagten Inhalt als möglich an oder markiert subjektive Einstellungen wie Unsicherheit oder Wunsch.
- Konditional, (modo) condicional Er setzt den ausgesagten Inhalt als bedingt an.
- Imperativ, modo imperativo Er setzt den ausgesagten Inhalt als befohlen an. Auffordernd, befehlende Einstellung.

Die Modi geben die subjektive Einstellung, Bedingtheit, also Zusammenhänge zwischen Objekten und den Repräsentationen im menschlichen Bewusstsein sowie der Aufforderung wieder.
Der amerikanische Linguist Matte (1988) bezieht die einzelnen Modi auf kognitive Prozesse, genauer auf einen unterschiedlichen Abstraktionsgrad, den sie aufwiesen oder auslösten, indem sie sich voneinander unterschieden. Ihrem Abstraktionsgrad entsprechend
ordnete er die Modi folgendermaßen an:
- Indikativ,
- Imperativ,
- Konjunktiv,
- Konditional,
- Infinitiv.

Nach seinen Überlegungen befände sich der Indikativ auf der niedrigsten Abstraktionsstufe, er repräsentierte die Realität und erlaubte dem Sprecher, den Sachverhalt zeitlich einzuordnen. Der Imperativ brächte den Willen des Sprechers zum Ausdruck und stünde damit den „zeitlosen“ Modi (Konjunktiv, Konditional, Infinitiv) näher als dem eindeutig „zeitgebundenen“ Indikativ. Aus diesem Grund würde der Imperativ als eine Brücke zwischen dem Indikativ und dem Konjunktiv betrachtet werden. Auf einer weiteren, höheren Abstraktionsstufe befände sich der Konjunktiv, der zwar ebenfalls wie der Imperativ den Willen (Befehle, Wünsche, Bedingungen, Bitten) ausdrückte, aber auch eine Reihe
an anderen Modalitäten formulierte, so die Subjektivität (in Urteilen, Meinungen, Überzeugungen, Wünschen u.ä.m.) und des Zweifels. Schließlich wiese der Infinitiv als die nicht flektierte Verbform den höchsten Abstraktionsgrad auf. Er benennt verschiedene Arten von verbalen Prozessen auf abstrakte Weise, losgelöst von jeglicher zeitlichen Referenz und gleicht damit dem Substantiv.
Da der Imperativ den Willen des Sprechers zum Zeitpunkt der Rede ausdrückt, bezieht er sich damit auf die unmittelbare oder entfernte Zukunft. Damit weist er mehr Gemeinsamkeiten mit den „zeitlosen“ Modi Konjunktiv, Konditional und Infinitiv auf.
Nach Gabriele Diewald (1999) sind die Modi des Indikativs, Konjunktivs und Imperativs deiktische Kategorien, durch die ein Sprecher den „Faktizitätswert“ des versprachlichten und dadurch dargestellten Tatbestandes, Sachverhalts bewertet. Sie sieht im Indikativ eine „origo-inklusive Stufe oder faktische Stufe“ der Modalität; sie sieht die versprachlichten Ereignisse in den gleichen Bereich der Tatsächlichkeit eingeordnet wie die Origo, dem Bezugspunkt der Deixis. Der Imperativ und der Konjunktiv dagegen repräsentieren die „origo-exklusive oder nicht-faktische Stufe“ der Sprecher sieht die versprachlichten Ereignisse, Tatbestände nicht im gleichen Bereich der Tatsächlichkeit wie die Origo befindlich dargestellt.

## Bildung und Verwendung des spanischen Imperativo
Der spanische Imperativ wird am Verb rein grammatikalisch–morphologisch gebildet.
Prinzipiell unterscheidet man den bejahenden Imperativ, imperativo positivo o afirmativo vom verneinenden Imperativ, imperativo negativo. – Beispiele:
```
 
¡
Orad
 conmigo!
 
Betet mit mir!

 
¡
No hable
 conmigo!
 
Nicht Sie sprechen mit mir!

 
¡
Hable con ella
!
 
Sprechen Sie mit ihr!

 
¡Dame el coche!
 
Gib mir das Auto!
```

In der deutschen Sprache wird zwischen beiden Formen des Imperativs kein Unterschied gemacht. – Beispiel:
```
 
(Ihr)
 
hört!
 und 
(Ihr) hört nicht!
```

### Der spanischeImperativo afirmativo o positivo
Der imperativo kann in allen außer der ersten Person singular, primera persona gebildet werden:
| Infinitivo | Personalpronomen im Nominativ                                           | Verben auf -ar | Verben auf -er                                        | Verben auf -ir                         |
| ---------- | ----------------------------------------------------------------------- | --- | ----------------------------------------------------- | -------------------------------------- |
|            | tú; él, ella, usted; nosotros,-as; vosotros, -as; ellos, ellas, ustedes | -a; -e; -emos; -ad; -en | -e; -a; -amos; -ed; -an                               | -e; -a; -amos; -id; -an                |
| hablar     | tú; él, ella, usted; nosotros,-as; vosotros, -as; ellos, ellas, ustedes | habl-a; habl-e; habl-emos; habl-ad; habl-en |                                                       |                                        |
| hablar     | tú; él, ella, usted; nosotros,-as; vosotros, -as; ellos, ellas, ustedes | tú entspricht dritte Person presente de indicativo; él; ella, usted entspricht dritte Person singular subjuntivo presente; nosotros entspricht erste Person plural subjuntivo presente; vosotros entspricht dem infinitivo und Austausch der Endung -r durch -d; ellos, ellas, ustedes entspricht dritte Person Plural subjuntivo presente |                                                       |                                        |
| aprender   | tú; él, ella, usted; nosotros,-as; vosotros, -as; ellos, ellas, ustedes | | aprend-a; aprend-e; aprend-emos; aprend-ed; aprend-en |                                        |
| aprender   | tú; él, ella, usted; nosotros,-as; vosotros, -as; ellos, ellas, ustedes | tú entspricht dritte Person presente de indicativo; él; ella, usted entspricht dritte Person singular subjuntivo presente; nosotros entspricht erste Person plural subjuntivo presente; vosotros entspricht dem infinitivo und Austausch der Endung -r durch -d; ellos, ellas, ustedes entspricht dritte Person Plural subjuntivo presente |                                                       |                                        |
| vivir      | tú; él, ella, usted; nosotros,-as; vosotros, -as; ellos, ellas, ustedes | |                                                       | viv-e; viv-a; viv-amos; viv-id; viv-an |
| vivir      | tú; él, ella, usted; nosotros,-as; vosotros, -as; ellos, ellas, ustedes | tú entspricht dritte Person presente de indicativo; él; ella, usted entspricht dritte Person singular subjuntivo presente; nosotros entspricht erste Person plural subjuntivo presente; vosotros entspricht dem infinitivo und Austausch der Endung -r durch -d; ellos, ellas, ustedes entspricht dritte Person Plural subjuntivo presente |                                                       |                                        |

Die dritten Personen, also singular, tercera persona del singular bzw. plural, tercera persona del plural des imperativos afirmativos entsprechen in ihren Konjugationsformen den jeweils gleichen Personen im subjuntivo presente. Die erste Person plural, primera persona del plural des imperativos afirmativos entspricht der ersten Person plural des subjuntivo presente. Bei der zweiten Person plural, segunda persona del plural wird die Endung des entsprechenden infinitivo ausgetauscht, also die Endung -r ersetzt durch -d. Bei den irregulären Verben, verbo irregular im Spanischen kommt es bei der Bildung des bejahten Imperativs für die zweite Person singular, segunda persona del singular zu einer Wortstammänderung oder – verkürzung. – Beispiele:
```
 Infinitivo 
decir
 Imperativo afirmativo 
di

 Infinitivo 
ir
 Imperativo afirmativo 
ve

 Infinitivo 
tener
 Imperativo afirmativo 
ten
```

Merksprüche:
- „Die 2. Person des Befehls, ist die 3. Person der Gegenwart.“ Der imperativo der zweiten Person singular (tú) ist grundsätzlich mit der presente de indicativo Form der dritten Person singular él; ella, usted identisch.
- „Die Duz-Form des Befehls, ist die 3. Person der Gegenwart.“

- „Die 3. Person des Befehls, ist die 3. Person der Möglichkeit in der Gegenwart.“[A 1] Für die dritte Person singular oder plural (Ud./Uds) wird die jeweilige Form der dritten Person des subjuntivos presente verwendet.[A 2]
- „Die Siez-Form des Befehls, ist die 3. Person der Möglichkeit in der Gegenwart.“

### Die Verwendung der Objektpronomen imImperativo afirmativo
Äußert man den Imperativ in der Einzahl, also für eine angesprochene Person, so heißt es in der Duz-Form. – Beispiel:
```
 
¡Lávate!
 
Wasch dich!
```

Wird eine einzelne Person in der Siez-Form angesprochen. – Beispiel:
```
 
¡Lávese!
 
Waschen Sie sich!
```

Spricht man mehrere Personen an, heißt es in der Duz-Form:
```
 
¡Lavaos!
 
Wascht Euch!
```

und für die Siez-Form:
```
 
¡Lávense!
 
Waschen Sie!
```

Tritt ein Objektspronomen hinzu:
```
 
¡Lávate los pies!
 
Wasch dir deine Füße!
 wird zu 
¡Lávatelas!
 
Wasch sie dir!
```

Werden zwei Objektspronomen eingesetzt, die aber nicht reflexiv gebraucht werden, heißt es:
```
 
¡Lávale el cuello!
 
Wasch ihm den Hals!
```

Bei Ersatz des von „el cuello“ wird das indirekte Objekt le oder les zum für beide, singular und plural, einsetzbaren se.
```
 ¡Lávaselo! 
Wasch ihn ihm!
```

Werden im Gebrauch des imperativo afirmativo direkte Objektpronomen (in der Kasusterminologie Akkusativ) verwendet, werden diese grundsätzlich an das „imperativ modifizierte Verb“ angehängt. – Beispiele:
```
 
¡Compra la camisa!
 wird zu 
¡Cómprala!
 
Kauf das Hemd! Kauf es!

 
¡Tome el vino tinto!
 wird zu 
¡Tómelo!
 
Trinken Sie den Rotwein! Trinken Sie ihn!
```

Aber auch die indirekte Objektpronomen (indirektes Objekt, in der Kasusterminologie Dativ) werden angehängt. – Beispiele:
```
 
¡Mirad a mí!
 wird zu 
¡Miradme!
 
Schaut mich an!

 
¡Pregunte a él!
 wird zu 
¡Pregúntele!
 
Fragen Sie ihn!
```

Werden in einem Satz sowohl das direktes und auch indirekte Objektpronomen zusammen gebraucht, hängt man beide an das Verb an, wobei eine Reihenfolge zu beachten ist. So steht das indirekte Objektpronomen vor dem direkten. Ferner ist folgendes zu beachten, dass die indirekten Objektpronomen le und les vor dem direkten Objektpronomen lo, los, la, und las zu se umgeformt werden. – Beispiele:
```
 
Tú compra a él la camisa. ¡Cómprasela!
 
Du kauf für ihn das Hemd. Kauf es ihm!
```

### Der spanischeImperativo negativo
Um im Spanischen verneinende Aufforderungen, Befehle, Vorschriften, Mahnungen usw. auszusprechen oder zu versprachlichen nutzt man den verneinten Imperativ. – Beispiele:
```
 
¡No comas!
 
Nicht du essest!

 
¡No veáis las películas de superhéroes!
 
Ihr schaut nicht Superheldenfilme an!

 
¡No vengas nunca más por aquí!
 
Nicht du kommest niemals mehr hier her!
```

Merkspruch:
- „Alle jeweiligen Personen der Befehlsverweigerung, wechseln zu den zugehörigen Personen der Möglichkeit in der Gegenwart.“[A 5] Im verneinten Imperativ, imperativo negativo steht in allen Personen immer der entsprechende subjuntivo presente.

```
 
¡Haz los deberes!
 
Tue deine Aufgaben!
 im Gegensatz zu 
¡No hagas tonterías!
 
Nicht du tuest etwas Dummes!

 
Mach deine Aufgaben!
 
Mach keine Dummheiten!
```

Beide Formen bejahender und verneinender Imperativ sind im Deutschen gleich. Deshalb bedarf es der erhöhten Aufmerksamkeit, denn ein einfacher Wechsel wie im Deutschen vom bejahten in den verneinten Imperativ ist nicht möglich. Darüber hinaus besteht das Problem, dass die „(Objekt-)Pronomenregel“ nicht befolgt wird.
| Personalpronomen      | Imperativo afirmativo | Imperativo negativo entspricht dem Presente de subjuntivo |
| --------------------- | --------------------- | --------------------------------------------------------- |
| yo                    | –                     | –                                                         |
| tú                    | compra                | no compres                                                |
| él, ella, usted       | compre                | no compre                                                 |
| nosotros              | compremos             | no compremos                                              |
| vosotros              | comprad               | no compréis                                               |
| ellos, ellas, ustedes | compren               | no compren                                                |

| Personalpronomen      | Imperativo afirmativo | Imperativo negativo entspricht dem Presente de subjuntivo |
| --------------------- | --------------------- | --------------------------------------------------------- |
| yo                    | –                     | –                                                         |
| tú                    | ten                   | no tengas                                                 |
| él, ella, usted       | tenga                 | no tenga                                                  |
| nosotros              | tengamos              | no tengamos                                               |
| vosotros              | tened                 | no tengáis                                                |
| ellos, ellas, ustedes | tengan                | no tengan                                                 |

| Personalpronomen      | Imperativo afirmativo | Imperativo negativo entspricht dem Presente de subjuntivo |
| --------------------- | --------------------- | --------------------------------------------------------- |
| yo                    | –                     | –                                                         |
| tú                    | vive                  | no vivas                                                  |
| él, ella, usted       | viva                  | no viva                                                   |
| nosotros              | vivamos               | no vivamos                                                |
| vosotros              | vivid                 | no viváis                                                 |
| ellos, ellas, ustedes | vivan                 | no vivan                                                  |

### Die Verwendung der Objektpronomen imImperativo negativo
Im verneinten Imperativ, imperativo negativo wird das Pronomen vor das Verb gesetzt, die Reihenfolge wie im Falle des imperativbo afirmativo beschrieben bleibt genauso; zuerst das indirekte und danach das direkte Objektpronomen. Ein Anhängen findet nicht statt die Wörter sind alle getrennt. – Beispiele:
```
 
No me des el coche.
 
No lo traigas.
 
Nicht mir gebest das Auto. Nicht es du bringest.

 
No me compres la libro.
 
 No me lo compres.
 
Nicht mir du kaufest das Buch. Nicht mir es kaufest.
```

Beim verneinten Imperativ stehen die Pronomen also vor dem Verb. – Beispiele:
```
 
¡No me compres!
 
Nicht mir du kaufest!

 
¡No se lo digas a Juana!
 
Nicht ihr es du sagest zu Juana!
```

### Reflexive Verben und die verschiedenen Formen des Imperativs

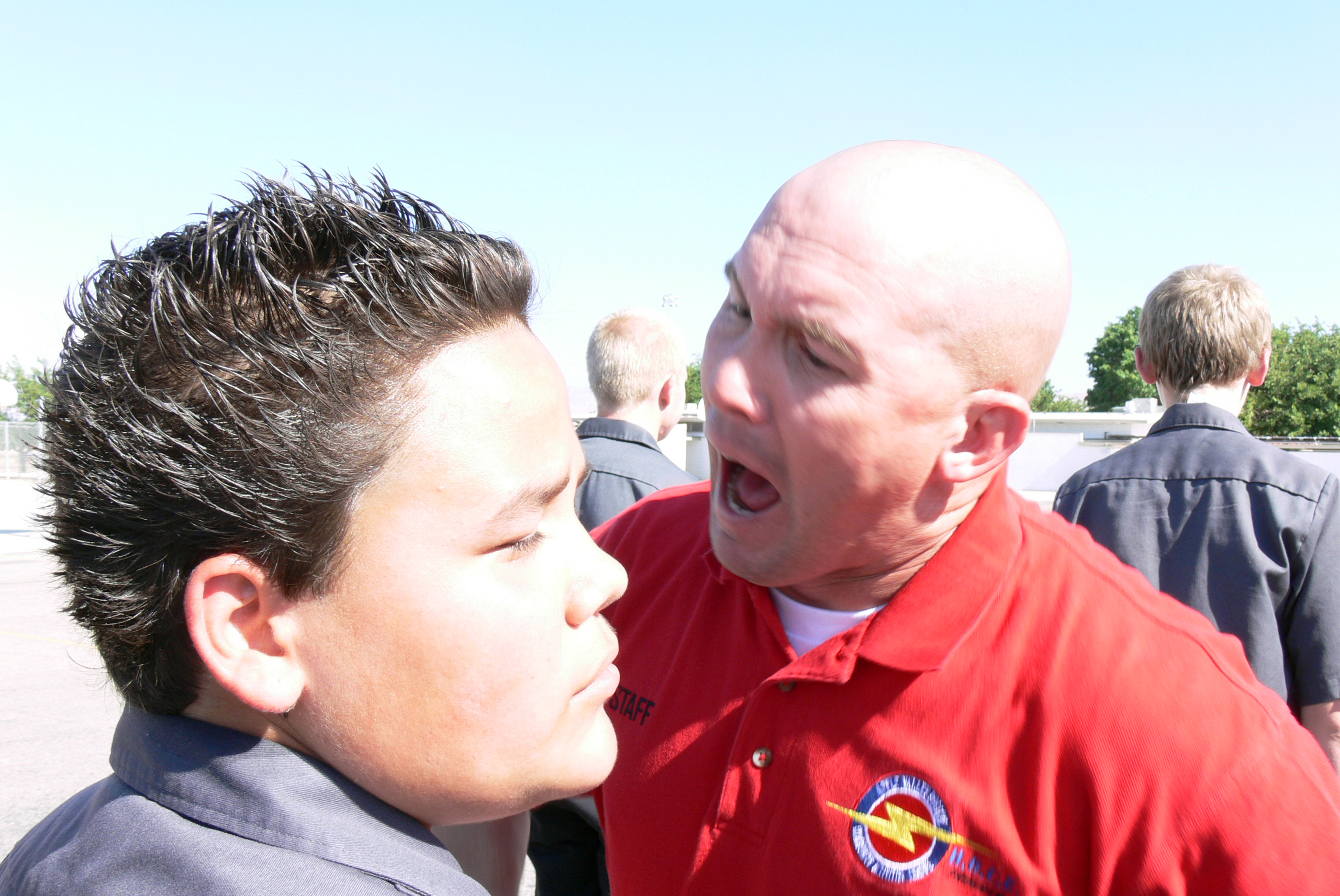
First Sergeant Darren Sullivan (rechts), erteilt einen eindrücklichen Befehl oder verbale Instruktion an einem freiwilligen Teilnehmer (links) eines „Self-Discipline, Honor, Obedience, Character and Knowledge (S.H.O.C.K.) Programs“ in Apple Valley (Kalifornien)

Mit einem reflexiven Verb beschreibt der Sprecher eine Handlung oder Tätigkeit eines Subjektes (eben des Sprechers), die sich auf es (oder eben ihn/ihr) selbst bezieht oder anders gesagt, deren Aktion auf das Subjekt zurückfällt oder gerichtet ist. Reflexivität ist ein Sonderfall der Handlungsrichtung eines Verbs (Diathese).
Subjekt und Reflexivpronomen, pronombres reflexivos bezeichnen ein und dieselbe Person.
Im Spanischen werden die reflexiven Verben, verbos reflexivos von Reflexivpronomen begleitet. Dabei ist zwischen echten reflexiven Verben und reflexiv gebrauchten Verben zu unterscheiden. Die reflexiven Verben werden durch ein angehängtes –se an den Infinitiv gebildet. – Beispiel:
```
 
lavarse
 sich waschen
```

Um ein reflexives Verb zu konjugieren, muss man das zugehörige Reflexivpronomen ergänzen. Lavarse wird zum Beispiel wie folgt konjugiert:
| Personalpronomen      | Verbo reflexivo |
| --------------------- | --------------- |
| yo                    | me lavo         |
| tú                    | te lavas        |
| él, ella, usted       | se lava         |
| nosotros              | nos lavamos     |
| vosotros              | os laváis       |
| ellos, ellas, ustedes | se lavan        |

Beim bejahenden Imperativ, imperativo afirmativo werden die Reflexivpronomen, pronombres reflexivos an das Verbende angehängt; zu beachten ist, dass bei der ersten und zweiten Person plural, primera y segunda persona del plural das:
```
-s
 der Endung 
-mos
 in der ersten Person Plural, 
primera persona del plural
 wegfällt. – Beispiele:
 
lavémonos
 
waschen wir uns
 
perdámonos
 
verlaufen wir uns

-d
 der zweiten Person Plural, 
segunda persona del plural
 vor 
-os
 wegfällt
[
A 7
]
.
 
lavaos
 
wascht euch
 
perdeos
 
verlauft euch
```

| Personalpronomen      | imperativo afirmativo | Imperativo negativo entspricht dem Presente de subjuntivo |
| --------------------- | --------------------- | --------------------------------------------------------- |
| yo                    | –                     | -                                                         |
| tú                    | lávate                | no te laves                                               |
| él, ella, usted       | lávase                | no se lave                                                |
| nosotros              | lavémonos             | no nos lavemos                                            |
| vosotros              | lavaos                | no os lavéis                                              |
| ellos, ellas, ustedes | lávense               | no se lavan                                               |

| Personalpronomen      | imperativo afirmativo | Imperativo negativo entspricht dem Presente de subjuntivo |
| --------------------- | --------------------- | --------------------------------------------------------- |
| yo                    | –                     | -                                                         |
| tú                    | piérdete              | no te pierdas                                             |
| él, ella, usted       | piérdase              | no se pierda                                              |
| nosotros              | perdámonos            | no nos perdamos                                           |
| vosotros              | perdeos               | no os perdáis                                             |
| ellos, ellas, ustedes | piérdanse             | no se pierdan                                             |

Beim verneinenden Imperativ, imperativo neagtivo stehen die Reflexivpronomen zwischen dem Negationspartikel no und der jeweiligen Verbform. – Beispiele:
```
 
No te laves.
 
Nicht dich waschest du .

 
No nos lavemos.
 
Nicht uns waschen wir.
```

```
 
No te pierdas
 
Nicht dich verlaufest du.

 
No os perdáis.
 
Nicht euch verlaufet ihr.
[
9
]
```